# Jan Karski
Pour les articles homonymes, voir Karski.
Jan Karski, de son vrai nom Jan Kozielewski, né le 24 juin 1914 à Łódź et mort le 13 juillet 2000 à Washington, est un résistant polonais de la Seconde Guerre mondiale, courrier de l'Armia Krajowa (Armée polonaise de l'intérieur) qui témoigna du génocide des Juifs devant les Alliés.
Après la Seconde Guerre mondiale, il devient professeur de relations internationales à l'université de Georgetown à Washington. Il recommence à témoigner du génocide des Juifs à partir des années 1960 afin de démentir les théories négationnistes.

## Biographie

### Avant la Seconde Guerre mondiale
Jan Karski, catholique, né dans une famille de la moyenne bourgeoisie (son père est maître bourrelier, propriétaire de son atelier de sellerie), élevé à Łódź, ville pluriethnique comptant une forte proportion de Juifs, il a, dès l'enfance, des amis juifs. Il étudie à l'Université Jean-Casimir de Lwów de 1931 à 1935. En 1936, il sort major de promotion de l'école d'aspirants de réserve de l'artillerie montée. À partir de là, il se prépare, notamment par des stages à l'étranger, à une carrière diplomatique. En janvier 1939, il intègre définitivement le ministère des Affaires étrangères où semble l'attendre une belle carrière diplomatique. Le 23 août 1939, la Pologne mobilise contre l'Allemagne. Elle a confiance dans sa valeur militaire (durant les six dernières années, près de la moitié du budget national est allé à l'armée) et dans la garantie que la France et la Grande-Bretagne lui ont donnée en cas de guerre avec l'Allemagne.

### Karski échappe à Katyń
Mobilisé fin août 1939, Karski participe à la campagne de septembre 1939 au front de l'Ouest de la Pologne. Après l'invasion de la partie orientale de la Pologne par l'Union Soviétique le 17 septembre, son régiment est pris en tenaille. Karski est fait prisonnier par l'Armée rouge et déporté au camp Kozielszczyna. Il dissimule sa qualité d'officier et échappe ainsi au massacre de Katyń, l'assassinat de masse des officiers polonais faisant partie de la politique de l'élimination de l'élite polonaise à laquelle se livre l'URSS. En tant que natif de Łódź (ville alors en voie d'incorporation au Troisième Reich), Karski est remis aux mains des Allemands dans le cadre d'un échange de prisonniers, simples soldats polonais, entre l'Allemagne et l'URSS alliés. Mais il réussit à s'évader du transport et, en novembre 1939, il arrive à Varsovie.

### Activités de résistance dans l'Europe continentale
Il rejoint aussitôt la résistance, au sein de laquelle son frère aîné Marian Kozielewski (pl), qui est chef de la police de Varsovie, joue déjà un rôle important. C'est à cette époque qu'il adopte le pseudonyme de Jan Karski (il utilisera plusieurs autres pseudonymes au cours de la guerre en fonction des circonstances). À partir de janvier 1940, Jan Karski devient courrier et prend part aux missions de liaison avec le gouvernement polonais en exil à Angers en France. Il en accomplit plusieurs entre janvier 1940 et l'automne 1942.

#### Le rapport de 1940 sur les territoires occupés par l'URSS
À la demande de Stanisław Kot, ministre de l'Intérieur du gouvernement en exil, Karski remet en février 1940 des rapports sur la situation en Pologne. La femme de Kot était juive, et il avait dit à Karski être inquiet pour sa famille restée en Pologne.
Un de ces rapports est intitulé « La situation des Juifs dans les territoires occupés par l'URSS »,. Karski y écrit que, grâce à leur capacité d'adaptation, les Juifs sont devenus florissants dans les territoires en question ; ils ont conquis des postes-clés dans les cellules politiques et sont largement représentés dans divers secteurs, principalement le commerce ; mais par-dessus tout, ils pratiquent l'usure, l'exploitation, le commerce illégal, la contrebande, le trafic des devises et des spiritueux, le proxénétisme et l'approvisionnement de l'armée d'occupation ; la population polonaise les voit comme des alliés enthousiastes de l'envahisseur communiste, et Karski pense que c'est une vue juste, mais l'attitude des Juifs, particulièrement celle de Juifs de condition modeste, lui semble compréhensible, vu les avanies qu'ils avaient subies de la part des Polonais ; il considère cependant comme indéfendables les nombreux actes de délation commis par des Juifs, parfois membres de la police, contre des étudiants polonais nationalistes ou contre des Polonais notables, ainsi que le tableau calomnieux qu'ils peignent des relations entre Polonais et Juifs dans la Pologne d'avant la guerre ; ces conduites sont malheureusement plus fréquentes chez les Juifs que les preuves de loyalisme envers la Pologne.

#### Les deux rapports contradictoires de 1940 sur les territoires occupés par l'Allemagne
Karski rédige aussi un rapport sur le sort des Juifs dans les territoires polonais occupés par les Allemands. Selon ce rapport, une grande partie de la population polonaise profite des expropriations de biens juifs, et « le paysan polonais » se réjouit de la façon dont les Allemands débarrassent la Pologne des Juifs (l'extermination de masse n'avait pas alors commencé). Karski joint cependant à ce rapport une version, destinée à la propagande, où l'hostilité des Polonais envers les Juifs est remplacée par un sentiment croissant de solidarité.

#### Propagande noire
En juin 1940, au cours d'une nouvelle mission, il est fait prisonnier par la Gestapo en Slovaquie. Terriblement torturé, il tente de se suicider, mais, avec l'aide de la Résistance, il finit par s'échapper de l'hôpital de Nowy Sącz.
Comme tout résistant échappé des griffes de la Gestapo, il est tenu en quasi-isolement pendant six ou sept mois (de juillet 1940 à janvier ou février 1941). Durant cette quarantaine, il met son imagination au service de la propagande noire dans le cadre de l’Action N. Se présentant comme un Allemand déçu, tantôt civil et tantôt soldat, il rédige des textes où son chef lui laisse toute liberté d'alléguer des conflits de conscience imaginaires susceptibles de démoraliser les véritables Allemands. Ces textes, une fois traduits en allemand, sont soit envoyés à des Allemands par la poste, soit laissés dans des endroits que les troupes occupantes fréquentent régulièrement. Karski feint par exemple d'être fidèle à Hitler mais de constater que ses subordonnés le trahissent, ou encore il dit qu'en tant qu'Allemand catholique, il est honteux de la façon dont ses autorités traitent les Juifs.
Après sa quarantaine, il participe aux activités du Bureau d'information et de propagande de l'Armée secrète, où sa tâche est d'abord d'analyser les publications des divers groupes résistants, puis les émissions des radios alliées et neutres. Il dit dans son livre de 1944 que ses chefs, désirant être informés sérieusement, tenaient à ce qu'il ne se contentât pas du contenu trop « propagandiste » des émissions alliées, mais le corrigeât par les informations en provenance des pays neutres.

#### Préparatifs d'une mission à l'Ouest
Dans l'été 1942, Cyril Ratajski (pl), délégué en Pologne du gouvernement polonais en exil, propose à Karski d'aller en mission auprès de ce gouvernement, à Londres, notamment pour étudier des améliorations à apporter aux communications entre Londres et Varsovie et pour dénoncer les agissements déloyaux des communistes pro-soviétiques contre les résistants polonais.
Ayant eu connaissance de cette mission, deux Juifs, dont Leon Feiner (pl) qui représente le Bund et un autre qui représente le sionisme, chargent Karski de messages pour des personnalités juives de l'Ouest et pour les dirigeants des pays alliés. Pour que Karski puisse parler comme témoin oculaire du sort des Juifs, ils lui font visiter clandestinement le ghetto de Varsovie et un camp du système nazi d'extermination des Juifs.
David L. Landau, ancien résistant juif, a affirmé à partir de 1993 que c'est lui qui assura la sécurité de Karski quand celui-ci pénétra dans le ghetto par un passage souterrain, mais selon deux historiens, l'un Polonais et l'autre Israélien, il s'agit probablement de fabulations,.
La visite de Karski au camp n'est attestée que par ses propres déclarations et est mise en doute par l'historien Raul Hilberg (voir plus loin). Karski disait, au départ, que le camp dans lequel il avait pénétré était celui de Belzec, mais les descriptions qu'il donnait ne correspondaient pas avec ce qu'on sait de ce camp. D'après ses biographes, E. Thomas Wood et M. Jankowski, il s'agirait en fait du camp de tri d'Izbica Lubelska,, à 65 kilomètres environ de Belzec. Cette explication rencontra d'abord un certain scepticisme. D. Silberklang, par exemple, objectait que Karski connaissant très bien la géographie de la Pologne, il était difficile de croire qu'il ait pu se tromper. Néanmoins, plusieurs historiens ont accepté cette théorie, ainsi que Karski lui-même.
Karski disait aussi que pour pénétrer dans le camp, il avait endossé l'uniforme d'un gardien estonien et avait été accompagné par un autre gardien, estonien lui aussi. Ce point ayant soulevé des critiques[Lesquelles ?], Karski parla plus tard de gardiens ukrainiens : il affirma que, la guerre n'étant pas finie au moment de la parution de son livre "Histoire d'un État secret", il voulait ménager les susceptibilités ukrainiennes à une date où les autorités polonaises en exil pouvaient encore espérer préserver au sein de la Pologne au moins une partie des confins orientaux du pays annexés par Staline en 1939 ; il avait toutefois évoqué ce garde estonien à plusieurs reprises bien après la guerre.

### Mission à l'Ouest
Cette mission revêt une dimension historique, en ce qu'elle apporte à Londres en novembre 1942 des preuves de l'extermination massive des Juifs par les nazis, que le gouvernement polonais en exil rend aussitôt publiques. Des ministres du gouvernement britannique, et plusieurs membres de la haute administration américaine, dont le président Roosevelt, ont l'occasion d'entendre le témoignage direct de Karski quant à ces assassinats de masse.
Antérieurement, les atrocités de la « solution finale », mise en place à partir de janvier 1942, n'étaient connues à l'Ouest que par des informations non officielles, dont le Télégramme Riegner tenu secret, et ce qu'avait pu publier Samuel Zygelbojm : un article de The Telegraph (25 juin 1942) et la brochure STOP THEM NOW préfacée par Lord Wedgwood.

#### En Angleterre
En octobre 1942, il part en mission, sous l'identité d'un travailleur français de Varsovie, traversant l'Allemagne, la France, l'Espagne, pour gagner Londres via Gibraltar. Il est chargé par la Résistance polonaise de transmettre au Gouvernement polonais en exil et à son Premier ministre, le général Władysław Sikorski, ainsi qu'aux représentants des partis politiques polonais en exil, des comptes rendus de la situation en Pologne.
Il arrive à Londres le 25 novembre 1942 et est interrogé le 26 et le 27 par le MI19, un des services britanniques de renseignement. Dans une section du rapport consacrée au traitement des Juifs par l'occupant allemand en Pologne, il est question d'atrocités commises dans le ghetto de Varsovie, mais le rapport ne mentionne nulle part une visite de Karski à un camp. Pour expliquer cette lacune, l'historien Michael Fleming envisage qu'elle soit due à une censure exercée par le Political Warfare Executive ou encore au fait que le MI19 avait attribué à Karski la cote la plus faible (C) comme source d'information.
Les microfilms que Karski transportait, acheminés par une autre voie, l'avaient précédé de dix jours. D'après des déclarations qu'il fait à partir de 1987, ces microfilms contenaient notamment des informations rassemblées par la Résistance polonaise, l'Armia Krajowa, sur le déroulement de l'extermination des Juifs en Pologne occupée. Les historiens ont admis que c'est sur la base de ces écrits que le gouvernement polonais à Londres transmit aux gouvernements alliés, sous la forme d'une note diplomatique, le 10 décembre 1942, un des rapports les plus précoces, précis et accablants sur l'extermination des Juifs en Pologne occupée par l'Allemagne nazie : le rapport Raczyński. À la suite de ce rapport, le 17 décembre 1942, les Alliés, dont la France libre, publièrent une déclaration conjointe condamnant la mise en application des intentions d'Hitler concernant l'extermination des Juifs d'Europe. En 2014, toutefois, W. Rappak a noté qu'il n'y a pas de preuve documentaire de l'existence d'informations sur les Juifs dans le « courrier » acheminé par Karski. D'ailleurs, quand il arrive à Londres, Karski remet à Sikorski un long rapport où il n'y a pas un mot sur le sort des Juifs.
La note du 10 décembre 1942 du Gouvernement polonais en exil constitue un tournant dans l'information du monde libre sur la Shoah : elle était à la fois la première dénonciation officielle par un gouvernement allié de l'Holocauste en cours et la première intervention officielle en défense de tous les Juifs victimes de l'Allemagne hitlérienne — en tant que victimes juives et pas uniquement en tant que citoyens de leur État.
Le 9 décembre 1942, Karski est reçu par le président de la Pologne en exil, Władysław Raczkiewicz. Plus tard, dans un livre dont une traduction anglaise sera publiée en 1970, Carlo Falconi mentionnera que Raczkiewicz demanda le 2 janvier 1943 au pape Pie XII de parler publiquement en faveur des Juifs. Plus tard encore, Karski dit, en 1979 à l'historien Walter Laqueur et en 1992 à ses biographes Wood et Jankowski, que c'était lui qui, dans son entretien avec Raczkiewicz, lui avait transmis la demande d'intervenir auprès du pape. Toutefois, les notes très détaillées que Raczkiewicz prit de cet entretien ne contiennent rien sur le sort des Juifs.
Karski rencontre le ministre britannique des Affaires étrangères, Anthony Eden. Eden et Karski ont tous deux laissé des rapports sur cet entretien. Dans un livre publié en 1978, Jan Nowak, autre courrier de la résistance polonaise, écrit : « Je savais par Jan Karski lui-même qu’il avait profité d’une audience chez Eden pour parler en détail de l’extermination systématique et progressive de la population juive. Le secrétaire d’État britannique avait estimé cet entretien suffisamment important pour en communiquer le compte rendu à tous les membres du cabinet de guerre. Je le retrouvai dans les Archives et constatai avec étonnement que rien de ce que Karski avait déclaré concernant la liquidation des Juifs n’y figurait. Pourquoi ? » Neuf ans après la publication du livre de Nowak, Karski donne une version différente : il n'avait pas parlé en détail à Eden de l'extermination des Juifs, il avait seulement essayé d'aborder le sujet, mais Eden l'avait interrompu en disant qu'il connaissait déjà « le rapport de Karski », ce que Karski s'expliqua plus tard en supposant qu'Eden avait lu le rapport que le gouvernement polonais en exil avait rédigé à partir des documents apportés de Pologne par Karski.
Karski rencontre aussi Lord Selborne, ministre chargé du Special Operations Executive (SOE). Karski a raconté qu'après avoir écouté la relation de ses visites au ghetto de Varsovie et au camp de Belzec, Lord Selborne lui dit : « Monsieur Karski, pendant la Première Guerre mondiale, nous avons lancé de la propagande selon laquelle des soldats allemands écrasaient les têtes de bébés belges contre les murs. Je pense que nous faisions un bon travail. Nous devions affaiblir le moral allemand, soulever l'hostilité contre l'Allemagne. C'était une guerre très sanglante. Nous savions que cette histoire était fausse. Parlez de ce qui vous préoccupe, délivrez votre message. Efforcez-vous d'indigner l'opinion publique. Je veux que vous sachiez que vous contribuez à la cause des Alliés. Nous avons besoin de cette sorte de rapports. Votre mission est très importante. » Karski ajoute : « Il me disait clairement : 'Monsieur Karski, vous savez et je sais que votre récit n'est pas vrai.' »
Durant l'année 1942, le gouvernement polonais en exil avait essayé d'obtenir que les Alliés usent de bombardements de représailles contre les Allemands, ce que les Alliés avaient refusé,. Toutefois, selon Michael Fleming, le gouvernement polonais, en janvier 1943, n'avait pas renoncé à faire changer les Alliés d'avis. Karski, dans des entretiens privés, dénonce la politique des Alliés en cette matière comme condamnant les Juifs à disparaître.
Outre ses rencontres avec des personnalités, Karski est affecté à Świt (pl), une station radio qui émet, à partir de l'Angleterre, des nouvelles, de la propagande et des instructions à la résistance polonaise.

#### Aux États-Unis
Le gouvernement polonais en exil envoie ensuite Karski aux États-Unis. D'après Wood et Jankowski, le but principal de cette mission est de dénoncer les agissements déloyaux des Soviétiques envers la résistance polonaise. (Un membre de l'OSS dit dans un rapport : « La spécialité de Karski semble être la propagande contre les Soviétiques. ») Le gouvernement polonais, inquiet des visées annexionnistes de Staline, espère encore faire prendre à la Grande-Bretagne et aux États-Unis une position ferme envers l'URSS à ce sujet. Il ignore qu'en réalité, les Britanniques et les Américains ont déjà décidé de donner satisfaction à Staline et que la tournée de Karski aux États-Unis est donc une opération perdue d'avance.
Pour que ses nouvelles paraissent plus fraîches, Karski, en accord avec le gouvernement polonais en exil, dit mensongèrement à ses interlocuteurs d'Amérique qu'il est arrivé de Pologne en Angleterre en février ou mars 1943 (au lieu de novembre 1942).
Bien que le gouvernement polonais ne semble pas l'avoir pressé d'évoquer le sort des Juifs, Karski, comme en Grande-Bretagne, rencontre aux États-Unis des leaders de la communauté juive. Jan Ciechanowski (pl), ambassadeur du gouvernement polonais en exil, obtient qu'il ait, le 5 juillet 1943, un entretien à l'ambassade avec Felix Frankfurter, juge à la Cour suprême des États-Unis et lui-même juif. Frankfurter, qui avait quelques mois auparavant réagi de façon cavalière à des récits d'atrocités nazies qui lui étaient présentés par Nahum Goldmann (il avait immédiatement parlé d'autre chose), dit après avoir écouté l'histoire de Karski : « Monsieur Karski, un homme comme moi parlant à un homme comme vous doit être tout à fait franc. Je dois donc vous dire que je suis incapable de vous croire. » L'ambassadeur ayant protesté contre ce qu'il perçoit comme une accusation de mensonge et un outrage au gouvernement polonais en exil, Frankfurter répond : « M. l'ambassadeur, je n'ai pas dit que ce jeune homme mentait. J'ai dit que je suis incapable de le croire. Ce n'est pas la même chose. »  (« Mr. Ambassador, I did not say this young man is lying. I said I am unable to believe him. There is a difference,. »).
Wood et Jankowski, biographes de Karski, conjecturent que c'est à cause de l'incrédulité de Frankfurter que Karski, comme cela semble bien résulter des archives et de ses propres souvenirs, évita de mentionner ses constatations oculaires dans les entretiens qu'il eut par la suite avec des représentants du gouvernement américain. Il observe par exemple ce silence au cours d'une audience qui lui est accordée le 28 juillet 1943 par le président Franklin Delano Roosevelt et où il évoque les atrocités nazies contre les Juifs sans se présenter comme témoin direct.
En revanche, il fait encore état de ses expériences personnelles lors de rencontres avec des dirigeants juifs. Frankfurter n'est d'ailleurs pas le seul Juif chez qui Karski rencontre de l'incrédulité. Le rabbin Morris Waldman, président de l'American Jewish Committee, prenait parti pour les Soviétiques dans le conflit entre ceux-ci et les Polonais. Il raconte dans ses mémoires (non publiés) que, Ciechanowski lui ayant demandé de soutenir la campagne diplomatique des Polonais dans cette affaire, il avait affirmé une position fermement pro-soviétique, puis il ajoute ce commentaire : « Le visage de l'ambassadeur devint blanc, de peur ou de colère, probablement les deux. J'étais certain que je n'avais pas donné une bourrade amicale au gentleman. On me dit que c'est un juif converti. » Waldman reprochait au gouvernement polonais en exil de faire « une grosse publicité sur la tragédie juive en Europe, sans même nous demander si nous le trouvons judicieux » et de compter en même temps sur la continuation de la guerre et le massacre des Juifs pour régler la question juive en Pologne. Waldman eut un entretien avec Karski le 10 août 1943. Dans ses mémoires, il dit : « J'ai vérifié soigneusement les dires de Monsieur Karski et j'ai appris de bonne source que certaines de ses affirmations étaient fausses et que, dans l'ensemble, les informations qu'il faisait circuler étaient indignes de foi. »
Aux États-Unis comme en Grande-Bretagne, Karski plaide pour des représailles contre les Allemands.
De septembre 1943 à février 1944, il fait un nouveau séjour en Angleterre, au cours duquel son gouvernement décide qu'il s'adressera désormais au public. Ensuite, il retourne aux États-Unis.

### Le livre de 1944
En 1944, Karski écrit sur l'État clandestin polonais et sur la résistance polonaise le livre Story of a Secret State (Histoire d'un État secret), qui a un grand succès de vente.
Selon E.T. Wood et S.M. Jankowski, biographes de Karski, Story of a Secret State est une source valable, mais, pour divers motifs, souvent non fiable. Voir à ce sujet :

### Carrière aux États-Unis après la guerre
Pendant quelques mois à partir de juillet 1945, Karski voyage en Europe pour réunir, à Londres et dans des postes diplomatiques, une collection de documents polonais qui seront déposés à la Hoover Institution. Ce sauvetage d'archives est une initiative de Herbert Hoover, qui s'attend à ce que l'histoire des pays passés sous contrôle soviétique soit falsifiée.
Après la guerre, Karski reste aux États-Unis. Il enseigne les sciences politiques et plus précisément les relations internationales à l'université de Georgetown à Washington. Il décide de ne plus jamais parler de ses expériences du temps de guerre, en particulier de ses constatations oculaires du sort des Juifs. Il est cependant forcé de sortir de ce silence quand des étudiants, qui ont connaissance de son livre de 1944, désirent entendre des récits de sa bouche. Il s'engage aussi dans le combat contre le second totalitarisme qu'il a connu : le communisme soviétique. Dès 1945, il travaille avec la CIA et le FBI, donnant des cours sur la guerre psychologique et participant à des opérations de propagande.
En 1954, il est naturalisé américain ; « Karski », qui était un de ses pseudonymes de résistant, devient son nom officiel. En 1955 et en 1966-1967, il fait, aux frais de l'United States Information Service, appelé aussi Propaganda Agency of the United States, des tournées de conférences où il vante le capitalisme et l'American way of life. Ces tournées le mènent notamment dans de nombreux pays d'Asie et d'Afrique.
À partir de la fin des années 1970, son témoignage est à nouveau sollicité, il est souvent amené à parler de la guerre et de la Shoah. Walter Laqueur le cite dans son livre Le terrifiant secret. La « solution finale » et l'information étouffée (1980).
En 1981, lors de la « Conférence Internationale des Libérateurs » à Washington, Karski revient sur sa propre expérience de témoin du génocide commis par les nazis.
En 1982, il a été reconnu Juste parmi les nations et, en 1994, fait citoyen d'honneur de l'État d'Israël.
En 1994, une biographie, Karski : How One Man Tried to Stop the Holocaust, lui a été consacrée, écrite par Thomas Wood et Stanislaw M. Jankowski,.
En 1999, un an avant sa mort survenue le 13 juillet 2000, fut enfin publiée une édition polonaise de son livre, dans laquelle des précisions sont apportées, notamment sur l'identité des personnes dont le nom avait dû être codé.

#### Interview pour le filmShoah
Jan Karski fait partie des témoins interrogés par Claude Lanzmann dans le film Shoah paru en 1985. Le réalisateur y diffuse une partie de l'entretien qu'il a eu avec lui, chez Karski, pendant deux jours, en octobre 1978, sans inclure la partie de son témoignage relatif à sa mission d'information des Alliés au nom de la Résistance polonaise, ni sa visite du camp d'extermination près de Belzec. Karski y relate ses rencontres cauchemardesques dans le ghetto de Varsovie et les missions que lui avaient confiées deux responsables juifs polonais, l’un appartenant à la tendance sioniste et l’autre au Bund. On lui demandait d'informer le plus grand nombre de dirigeants politiques et de personnalités juives à travers le monde de l’horreur qu'étaient en train de vivre les Juifs, et de convaincre les Alliés de « faire savoir à la population allemande que des bombardements de représailles [seraient] effectués si l'extermination n'[était] pas interrompue ». Il relate précisément ses deux visites dans le ghetto, étant entré par les caves d’un immeuble qui donnait à la fois dans le ghetto et dans la ville, en compagnie du responsable du Bund, qui lui avait proposé de faire cette visite, pour rendre son témoignage plus convaincant.

Il déclare notamment dans son récit : 

« Je n’étais pas préparé à ce que j’ai vu, personne n’avait écrit sur une pareille réalité, je n’avais vu aucune pièce, aucun film [...], je savais que des gens mouraient, mais ce n’était pour moi que des statistiques. »
« Ce n’était pas l’humanité, on me disait qu’ils étaient des êtres humains, mais ils ne ressemblaient pas à des êtres humains, ce n’était pas le monde, je n’appartenais pas à cela. C’était une sorte d’enfer, les rues étaient sales, crasseuses, et pleines de gens squelettiques, la puanteur vous suffoquait, il régnait de la tension, de la folie dans ce lieu. Des mères allaitaient leurs bébés dans la rue, alors qu’elles n’avaient pas de seins. Les dépouilles étaient déposées, nues, à même le sol, car les familles n’avaient pas les moyens pour leur payer une sépulture, chaque haillon comptait dans ce lieu, tout s’échangeait, tout se vendait pour survivre, et de ce fait, les dépouilles étaient laissées sur le trottoir, en attendant d’être ramassées par un service spécial. Et, marchant à côté du responsable du Bund qui avait changé d’allure dans sa façon de se mouvoir, le dos courbé, pour se fondre dans la masse et ne pas se faire remarquer, il m’arrivait de lui demander ce qu’il arrivait à tel ou tel Juif, debout, immobile, les yeux hagards, il me répondait toujours, ils se meurent, souvenez-vous, ils se meurent, dites-leur là-bas [...]. »

Par la suite, tout en saluant la qualité et la cohérence du film de Lanzmann (« sans aucun doute le plus grand film qui ait été fait sur la tragédie des Juifs »), Karski regrettera que les passages de leur entretien sur le rôle des Polonais dans l'aide aux Juifs n'aient pas pu être diffusés, car « cette limitation rigoureuse du sujet du film donne l'impression que les Juifs ont été abandonnés par l'humanité entière devenue insensible à leur sort. Cela est inexact et, de surcroît, déprimant. »
Cependant, à la suite de la publication d'un roman contestable et pour rétablir la vérité, Lanzmann eut à cœur de monter un autre film, Le Rapport Karski, plus de 40 min de l'interview de Karski en 1978, notamment les parties concernant ses entretiens avec Roosevelt et l'Associate Justice Felix Frankfurter.

### La fin
Jan Karski décède le 13 juillet 2000 à l'âge de 86 ans des suites d'une insuffisance rénale et de troubles cardiaques.
Jan Karski repose au Mount Olivet Cemetery (Washington, D.C.) au côté de son épouse Pola Nirenska.

### Archives
Les archives de Jan Karski sont déposées et consultables à la bibliothèque de l'université Stanford en Californie, cinquante enregistrements sonores issus des archives sont numérisés par la Hoover Institution de Stanford. 

## Réserves de Raul Hilberg
Raul Hilberg, auteur de La Destruction des Juifs d'Europe qui, de façon générale, est réticent à utiliser des témoignages dans ses ouvrages historiques, exprima les réserves suivantes sur le témoignage de Jan Karski.
En 1986, il déclarait en préambule et ensuite, plus précisément, à propos de Jan Karski :

« Certains témoignages sont indispensables parce que leurs auteurs furent dans une position-pivot pour rassembler des observations de première main. Les exemples évidents sont Rudolf Hoess et Adolf Eichmann. Dans une catégorie qui par ses témoignages se définit comme celle d'« envoyés » qui selon Elie Wiesel sont un type particulier de témoins qui, disant la vérité, furent pris pour des fous et ne furent pas crus durant la Shoah. La liste de tels hommes inclut Kurt Gerstein, Joël Brand et Jan Karski. […] »

« Jan Karski, un envoyé du gouvernement polonais en exil, explique dans ses mémoires (Story of a Secret State, Boston, 1944) qu'il est entré dans le Ghetto de Varsovie en 1942, qu'il visita Belzec déguisé en uniforme estonien, que des Estoniens tant que des Ukrainiens gardaient le camp, que les internés qu'il vit provenaient du Ghetto de Varsovie, et qu'il fut le témoin du départ d'un train emportant presque la totalité des prisonniers du camp. La description du Ghetto de Varsovie est assez convaincante mais il n'y avait pas de gardes estoniens à Belzec. Les Juifs de Varsovie ne furent pas transférés dans le camp; et aucun train emmenant les détenus n'a quitté le camp. « Je ne le [Jan Karski] mentionnerais même pas dans une note de bas de page dans mon livre » a déclaré Raoul Hilberg. »

En 1992, dans son livre Exécuteurs, victimes, témoins, il relevait comme peu vraisemblable la nationalité « estonienne » du gardien dont Karski avait emprunté l'uniforme et de celui qui l'avait accompagné dans le camp, car la seule nationalité attestée des gardes non allemands de Belzec était ukrainienne. Il notait aussi que, contrairement à ce que disait Karski, les Juifs détenus à Belzec ne provenaient pas de Varsovie et ne quittaient pas le camp dans des trains où ils devaient mourir, mais étaient tués dans les chambres à gaz du camp.
En 1990, l'historien David Engel avait lui aussi noté que la description du camp de Belzec donnée par Karski ne correspondait pas à ce qu'on savait de ce camp.
Des solutions à ces deux difficultés ont été proposées dans la biographie de Karski parue en 1992, et dans l'édition polonaise de son livre en 1999, que les notes des rééditions françaises détaillent avec précision. Hilberg suppose, sans preuve et avec une incertitude appuyée, qu'il pourrait s'agir d'« ajouts à ce dont [Karski] avait eu personnellement connaissance (visant) peut-être à retenir l'attention et à mobiliser les consciences de tous ceux à qui il avait parlé. Il crut peut-être que ce renchérissement était justifié, et peut-être refusa-t-il d'y voir une forme de contamination. »,

## Honneurs

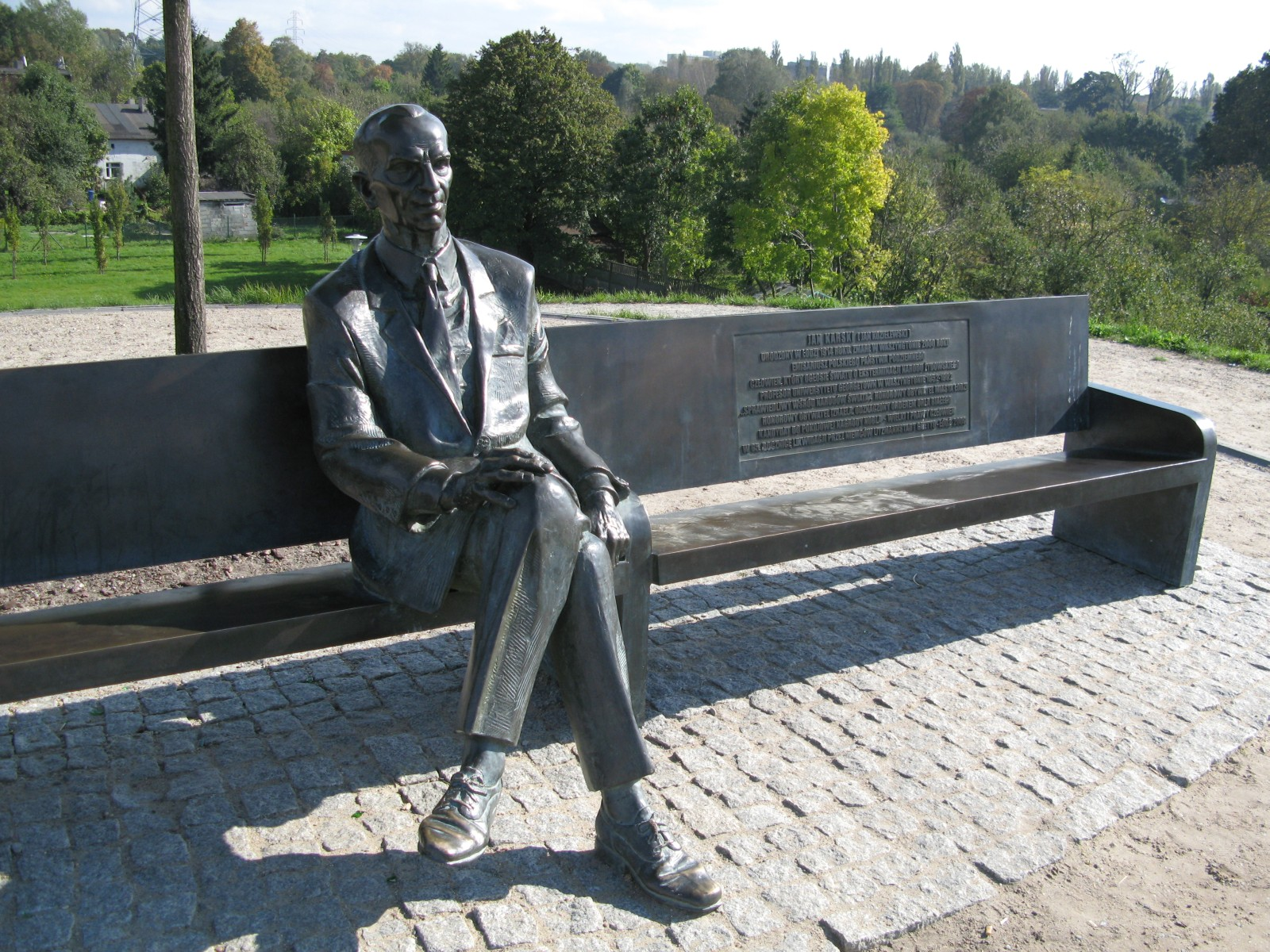
Karol Badyna: Banc Jan Karski à Łódź

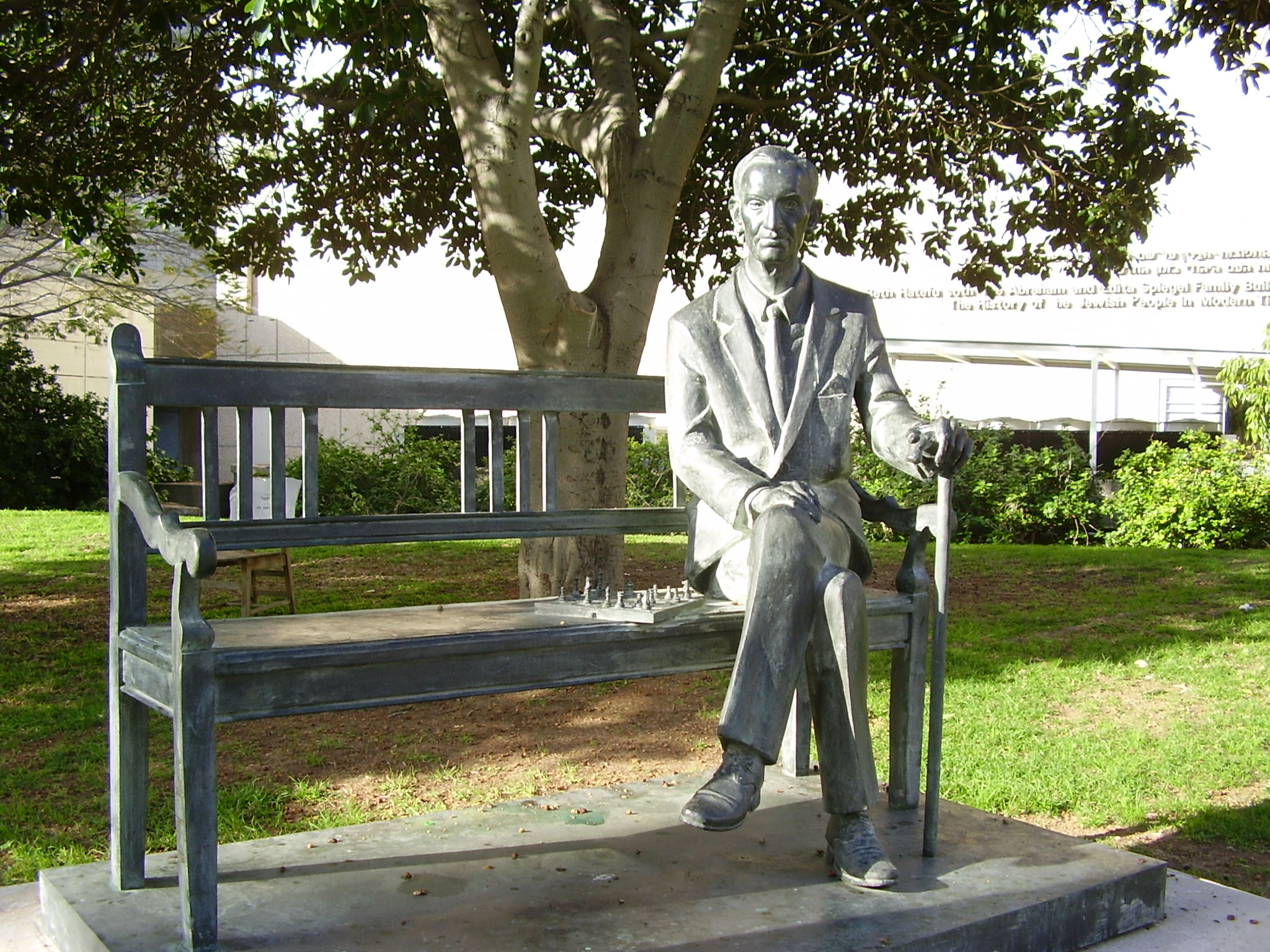
Karol Badyna: Banc Jan Karski à l'Université de Tel Aviv

En 1991, l'université du Michigan a décerné la médaille Wallenberg à Jan Karski. Le titre de Docteur honoris causa lui a été remis par les universités Georgetown, de l'Oregon, de Varsovie, de Łódź, de Marie Curie-Skłodowska, et par le collège hébraïque de Baltimore.
Une statue de Karski a été érigée à New York (angle 37th Street / Madison Avenue, rebaptisé Jan Karski Corner), et des bancs-statues dus au sculpteur Karol Badyna ont été installés dans le monde : à Kielce, Łódź et Varsovie en Pologne, sur le campus de l'Université catholique de Georgetown à Washington, sur celui de l'Université de Tel Aviv en Israël et devant la Synagogue Rem"ou à Cracovie (en 2014, à l'occasion du centenaire de la naissance de Karski).
Le Mémorial de Yad Vashem à Jérusalem lui a décerné le titre de Juste parmi les nations en 1982, car « quoiqu'il n'ait pas sauvé de Juifs… il a risqué sa vie afin d'alerter le monde » (Yad Vashem) ; un arbre à son nom y a été planté. Enfin l'État d'Israël l'a nommé citoyen d'honneur en 1994.
En 1998, Karski fut décoré en Pologne de l'Ordre de l'Aigle blanc, la plus haute distinction civile polonaise, et de l'Ordre de Virtuti Militari, la plus haute distinction militaire.
Après son décès fut fondée la Société Jan Karski, qui préserve sa mémoire et administre le Jan Karski Eagle Award, établi par lui-même en 2000 afin de récompenser le « service humanitaire pour autrui » ; elle est devenue en 2011 la Jan Karski Educational Fondation.
La plus haute décoration civile américaine, la médaille présidentielle de la Liberté a été décernée à Karski à titre posthume par le président Obama en 2012.
Le Musée d'histoire de Pologne et l'Institut culturel de Google ont lancé l'exposition virtuelle Jan Karski, héros de l'humanité.
En 2015, la mairie de Paris donne son nom à une petite place du 10e arrondissement, la place Jan-Karski.

## Publications
- Story of a Secret State, Boston, Houghton Mifflin Company, 1944
- Mon témoignage devant le monde : Histoire d'un État secret, Éditions Self, 1948Première édition française de Story of a Secret State, 1944.
- The Great Powers and Poland, 1919-1945 : From Versailles to Yalta, University Press of America, 1985, 697 p. (ISBN 0-8191-4399-5)
- « Shoah », Esprit,‎ février 1986, p. 112-114 (lire en ligne)Traduction en français de l'article paru en polonais dans Kultura, no 11/458, novembre 1985 ; extraits sur L'Express.
- Mon témoignage devant le monde - Histoire d'un État secret, Éditions Point de Mire, 2004.Deuxième édition française de Story of a Secret State, 1944, établie, annotée par Céline Gervais-Francelle et Jean-Louis Panné ; préface : « Tombeau pour Jan Karski », par Jean-Louis Panné.
- Mon témoignage devant le monde : Histoire d'un État clandestin (trad. de l'anglais), Paris, Robert Laffont, 2010, 398 p. (ISBN 978-2-221-11556-5)

## Films avec Karski ou sur lui
- Shoah, Claude Lanzmann, Paris, 1985, 9 h 30[92]. Pendant 38 min (de 2 h 57 min 25 s à 3 h 35 min 50 s de la 2e partie), récit par Karski en anglais de sa visite dans le ghetto de Varsovie. (Seul ce récit est retenu dans le film, et non son entretien avec Roosevelt, repris dans Le Rapport Karski, ni son évocation des efforts de la Résistance polonaise pour sauver des Juifs, ni sa visite au camp d'extermination sur la route de Belzec. Dans cette interview, Karski dit encore que le camp qu'il a visité clandestinement est celui de Belzec[93].)
- (en) Interview de Jan Karski par E. Thomas Wood, How One Man Tried to Stop the Holocaust, 1994.
- (en) Interview de Jan Karski par Renée Firestone, Holocauste rescue and aid provider Jan Karski Testimony, (1 h 09), éd. Archive du USC Shoah Foundation Institute, 10 mars 1995.
- Le Rapport Karski, film de Claude Lanzmann (2010)[94],[95], 49 minutes, diffusé sur Arte, le 17 mars 2010[96] ; entretien accordé par Jan Karski à Claude Lanzmann en 1978[94].
- Karski & The Lords of Humanity, film de Slawomir Grünberg sorti en 2015[97]. En 2014, Wood et Jankowski, biographes de Karski, annonçaient que ce film reproduit une partie d'une série d'interviews filmées, menées par Wood en 1996, où Karski corrige les erreurs qu'il avait commises dans de précédentes interviews en dépit de sa légendaire mémoire[98].

#### Biographie
- (fr) Annette Becker, Messagers du désastre. Raphael Lemkin, Jan Karski et les génocides, Fayard, 2018.
- (en) E. Thomas Wood et Stanislaw M. Jankowski, Karski : How One Man Tried to Stop the Holocaust, Wiley, février 1994, 316 p. (ISBN 978-0-471-14573-8) ; seconde édition, corrigée et augmentée, en 2014, Texas Tech University Press et Gihon River Press
- Jean-Louis Panné, Jan Karski, le roman et l'histoire : suivi de documents, entretiens et articles, Saint-Malo, Pascal Galodé, 30 avril 2010, 187 p. (ISBN 978-2-35593-099-7)
- Stanislaw M. Jankowski, Karski. Raporty tajnego emisariusza, Rebis, 2009
- Andrzej Żbikowski, Karski, Świat Książki, 2011 (ISBN 978-83-247-2123-8)

#### Études
- David Engel, « The Western Allies and the Holocaust: Jan Karski's Mission to the West, 1942-44 », Holocaust and Genocide Studies 5, no. 4, 1990, pp. 363–380 Au vu des documents d'époque, met en doute que Karski ait rencontré des représentants juifs en décembre 1942. Cette opinion de D. Engel a été combattue par R. Breitman.
- Richard Breitman, Official Secrets : What the Nazis Planned, What the British and Americans Knew, Hill and Wang, 1999 Combat notamment l'opinion de D. Engel selon laquelle Karski, en Angleterre, n'aurait parlé du sort des Juifs que tardivement.

#### Fictions
- Yannick Haenel, Jan Karski (roman), Paris, Gallimard, 2009, coll. « L'Infini », 186 p.,  (ISBN 2-07012311-1 et 978-2-07012311-7), prix Interallié 2009
- Bruno Tessarech, Les Sentinelles : roman, Paris, Grasset, 2009, 377 p. (ISBN 978-2-246-75181-6)